# Cerca (Collesano)
La Cerca è una sacra rappresentazione che si tiene il Venerdì santo a Collesano, in provincia di Palermo.

## Storia
Il dramma liturgico si tramanda sia stato messo in scena per la prima volta nel 1667 (non ci sono prove) molto probabilmente si tratta di una tradizione orale, recente, infondata e fantasiosa, senza radici certe, ad opera della confraternita del Santissimo Crocifisso. Esso è caratterizzata particolarmente dalla presenza di confrati incappucciati recanti nelle loro mani i simboli della Passione di Cristo quali il Sole, la Luna, il Pugnale con l'orecchio mozzato, il ramoscello di spine come flagello, la Corona di Spine, la Spugna, i Dadi, il Velo della Veronica, la Colonna, l'Ecce Homo, la Scala, il Martello, i Chiodi, la Tenaglia, la Palma, la Mano, il Gallo, il Calice, la Lancia, la Lanterna, il Sacchetto dei trenta denari, l'insegna della Croce con la scritta INRI. Oltre ai confrati sono presenti attori in costume che rappresentano Gesù che trasporta la croce, la Madonna, il discepolo Giovanni, le pie donne, il centurione con la sua coorte di militi armati, la Veronica e gli angeli. Il rito inizia alle prime luci dell'alba, per concludersi a mezzogiorno, dopo aver percorso le strade della città.
Studi hanno accertato che la Cerca è tratta dalle sacre rappresentazioni siciliane indette dalle rappresentanze della "Nazione Spagnola" (1590) e dalla "Nazione Genovese" (1591), di stanza a Palermo. 
La rappresentazione genovese veniva volgarmente chiamata  "Casazza", riprendendo il nome del luogo nel quale si riunivano i disciplinati liguri prima di recarsi alla chiesa di San Francesco in Genova dalla quale, dopo aver implorato la misericordia di Dio e deposto le vesti, si recavano in strada per flagellarsi pubblicamente in segno di penitenza. 
La "Casazza" palermitana, derivata da quella genovese, fu presa a modello dalla confraternita del Santissimo Sangue di Trapani per la processione penitenziale del Venerdì santo nel 1603 e chiamata inizialmente "Casazza Magna" ed in seguito chiamata "Processione dei Misteri". Anche a Collesano è stata messa in scena nel passato una rappresentazione sacra chiamata "Casazza" ma aventi connotati teatrali differenti dalla "Cerca": infatti ben trentatré erano, complessivamente, le scene mobili su ruote o animate e recitate da attori in costume. Ogni scena veniva riproposta di volta in volta in ciascuna delle postazioni previste ove vi erano in attesa gli spettatori. La cosiddetta "Casazza" di Collesano sembra somigliare ai mystères francesi o ai mistery plays inglesi, ma più in particolare si rifà all'opera del siciliano Filippo Orioles, Il riscatto di Adamo nella morte di Gesù (noto popolarmente in Sicilia con la denominazione di Mortorio [1750]). Per tornare alla "Cerca" si può con certezza affermare che essa è nella sostanza un frammento delle "casazze genovesi" (del tutto simili alle processioni del Venerdì santo di Spagna) nel corso delle quali i flagellanti " dopo mangiaci facevano la cerca..."  di Gesù, raccolto in preghiera nell'orto del Getsemani. Nella processione oltre ai penitenti ed altri figuranti, che recavano i simboli della Passione, sfilavano le statue del Cristo Morto e della Madonna chiamata in Spagna Nuestra Seňora de la Soledad (Solitudine).
Ed in effetti le rappresentazioni del Venerdi Santo a Collesano si concludono in serata con la processione della    Morti e Passioni nella quale sfilano i paxos o le vare del "Cristo morto", della "Madonna Addolorata", di San Giovanni e della Maddalena ricalcando così, nel complesso, gli aspetti estetici della Casazza genovese. Alla processione partecipano tutte le confraternite del paese. Per concludere possiamo affermare che la differenza sostanziale fra la "Cerca" e la "Casazza" di Collesano risiede nel fatto che mentre la prima è una vera e propria processione con figuranti muti che esprimono i concetti della Passione attraverso i simboli, nell'altra, ovvero la "Casazza", l'azione scenica appare più complessa e non riguarda soltanto la Passione ma l'intera vita di Cristo il cui racconto è sostenuto da attori in costume recitanti.